# 토쿰미아
토쿰미아 또는 토쿠미아(학명: Tokummia katalepsis)는 히메노카리나목에 속하는 멸종한 절지동물로 1종만이 유일하게 알려져 있다. 토쿰미아는 캄브리아기 중기(먀오링절. 5억 8백만 년 전)에 해당하는 캐나다의 버지스 셰일에서 발견되었고 마찬가지로 캐나다 내에 있는 마블 협곡(Marble Canyon)의 한 채석장에서도 발견되었다.

## 학명의 유래
속명 ‘토쿰미아’는 이 고생물이 발견된 마블 협곡을 가로질러 흐르는 토쿰 강에서 이름을 따왔다. 종소명인 ‘카탈렙시스’(Gr. κατάληψης)는 그리스어로 ‘약탈’, ‘지탱’, ‘경련‘의 뜻을 가졌다.

## 해부적 특징
토쿰미아는 원통형 몸통을 가지고 있으며 8.78cm 길이의 이매갑각이 몸통 절반인 앞부분을 덮고 있다. 이 동물의 앞에는 더듬이 한 쌍, 눈으로 추측되는 부분, 구기(큰턱, 제1작은턱, 제2작은턱), 튀어나와 있는 집게발 형태의 턱다리가 달려 있다.  턱다리 뒤로는 50개의 다리가 달린 몸통 마디들이 줄 지어 이어져 있다. 몸통 마디 하나에 다섯 개의 기절이 달린 분지 다리를 가지고 있는데, 이 다리는 지느러미 형태의 바깥다리와 일곱 마디의 보행용 안다리로 구성되어 있다. 몸통의 가장 뒷부분은 꼬리 가지 한 쌍으로 끝난다.

## 생태
토쿰미아는 저서섭식동물로 추측되는데, 이 동물은 주로 해저면을 걸어다니고 때떄로 헤엄치기도 했으며 집게발로 먹이를 붙잡았을 것이다.

## 계통분류
토쿰미아를 다룬 원 논문에 따르면, 토쿰미아와 같은 브랑키오카리스(Branchiocaris)와 카나다스피스(Canadaspis), 오다라이아(Odaraia) 등의 히메노카리나목 동물은 다지류, 육각류, 갑각류가 속해있는 대악류(Mandibulata)의 왕관군에 들어가 있으며, 이 가설은 다양한 후속 연구를 통해 지지를 받고 있다.